# Callomelitta littleri
Callomelitta littleri är en biart som beskrevs av Cockerell 1914. Callomelitta littleri ingår i släktet Callomelitta och familjen korttungebin. Inga underarter finns listade.

## Bildgalleri

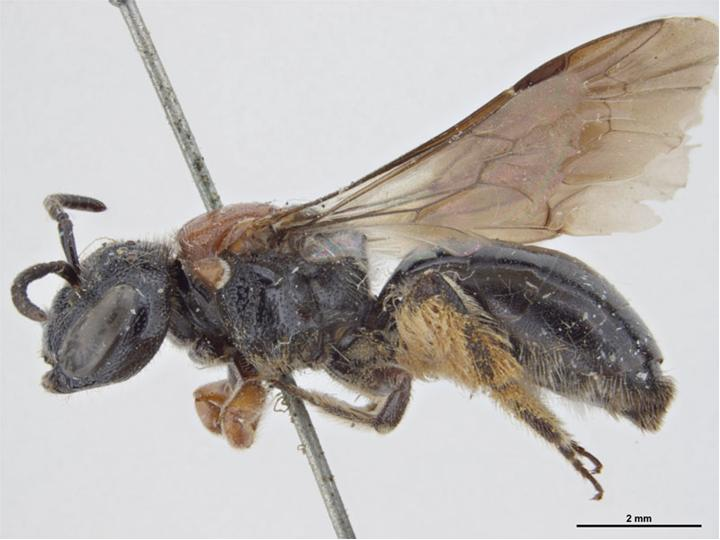
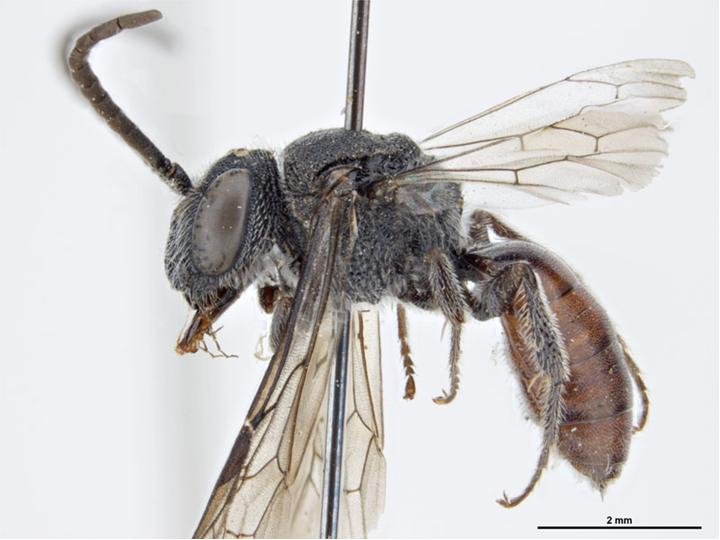